# ویکتوریا (ویرجینیای غربی)
ویکتوریا (به انگلیسی: Victoria) یک منطقهٔ مسکونی در ایالات متحده آمریکا است که در شهرستان پرستون، ویرجینیای غربی واقع شده‌است. ویکتوریا ۳۸۱٫۹۲ متر بالاتر از سطح دریا واقع شده‌است.